# El Cielo (Tamaulipas)
La Reserva de la biósfera El Cielo es una reserva de la biosfera con 144 530 hectáreas de extensión, reconocida por Naciones Unidas desde 1987, fue ubicada en el estado de Tamaulipas es el área protegida más importante del noreste de México.
Gran parte de la reserva se ubica en un gran macizo montañoso de la Sierra Madre Oriental, lo que le da una gran gama de ecosistemas y climas variados.
En el año 1985 el gobierno de Tamaulipas la decretó como área protegida. También forma parte de la red El Hombre y La Biosfera (MaB-Unesco) y del SINAP de la Comisión Nacional de Áreas Naturales Protegidas de México.

## Biodiversidad de flora y fauna
De las especies bióticas marcadas como raras o en peligro de extinción en el Libro Rojo de la Unión Internacional para la Conservación de la Naturaleza, una cantidad importante habitan en forma natural en El Cielo.
En esta pequeña extensión con relieves y coincidencias de climas diversos existe una gran cantidad de plantas y animales endémicos.

### Flora
La importancia de la Biosfera "El Cielo" radica principalmente en la existencia y conservación de la diversidad biológica; así como en los tipos de vegetación existentes en esta área. Cuenta con 4 ecosistemas que no han sido alterados por el ser humano, representando especies de flora y fauna únicas en el mundo. En este lugar se puede encontrar:
- Bosque tropical subcaducifolio, ubicado en la parte más baja.
- Bosque mesófilo de montaña o también conocido como bosque de nubes o de niebla, es el tipo de vegetación que ocupa el objetivo principal de protección por su riqueza de especies y reducida extensión a nivel nacional (1 %) y mundial; se encuentra en la parte media.
- Bosque de pino y encino, ubicado en las partes elevadas.
- Matorral xerófilo en laderas de sotavento.
- Vegetación acuática.

Cuenta con 743 especies de árboles y arbustos, de las cuales 9 son consideradas como endémicas y 38 son amenazadas o en peligro de extinción. En esta área natural, se encuentra el 50% de las especies endémicas de vertebrados que existen en Tamaulipas. También se presentan 5 especies que están catalogadas como amenazadas, 2 vulnerables, 2 en peligro de extinción, 2 raras y 4 especies con distribución restringida.
Las especies de algas que están conformadas en 28 especies diferentes se encuentran distribuidas principalmente en las zonas donde hay manantiales, corrientes superficiales o subterráneas.

### Fauna especies endémicas
Animales vertebrados e invertebrados habitan esta área, algunos en abundancia otros en cantidades menores, como el oso negro (Ursus americanus eremicus). En El Cielo están representados todos los felinos del país, como el jaguar (Felis onca veracrusis), el ocelote (Felis pardalis albenscens) y el puma (Puma concolor cougar). Otros animales interesantes son el ajol (Penelope purpurascens), el hocofaisán o faisán (Crax rubra rubra), el temazate o venado cabrito (Mazama americana temama), el tinamú canelo o boncha (Cryptopturellus cinnamommeus) y la martucha (Potos flavus).
La mariposa monarca (Danaus plexippus) acostumbra descansar en El Cielo en su largo viaje hacia el centro de México. 
El coyote (Canis latrans) y la zorra gris (Urocyon cinereoargenteus) están presentes pero no abundan. Algunos otros mamíferos de menor talla como el mapache (Procyon lotor), el tlacuache (Didelphis virginiana), el coatí (Nasua narica), el cacomixtle (Bassariscus astutus), la comadreja (Mustela frenata), el cabeza de viejo (Eira barbara) y tres especies de zorrillos (Mephitis macroura, Spilogale putorius y Conepatus leuconotus).
En la reserva, se han identificado más de 255 especies de aves residentes y más de 175 especies de aves migratorias que anualmente llegan a este lugar.
Entre las aves que se localizan en El Cielo existen 30 especies de aves migratorias, especies importantes como la guacamaya verde (Ara militaris)(P), y el águila elegante (Spizaetus ornatus), la cojolita (Penelope purpurascens). Otras especies de aves se encuentran frecuentemente entre ellas: El tinamú canelo (Crypturellus cinamomeus), pico grueso cuello rojo (Periporphyrus celaeno) la codorniz silbadora (Dactylortyx thoracicus), el trogon cola cobriza (Trogon ambiguus), el momoto coronazul (Momotus coeruliceps), el zorzal cabeza negra (Catharus mexicanus) y el tecolote tamaulipeco (Glaucidium sanchezi), endémico de la región.

## Institutos que estudian y protegen la zona
- Universidad Autónoma de Tamaulipas
- Instituto de Ecología Aplicada
- Instituto de Ecología, A.C.
- University of Missouri
- Missouri Department of Conservation
- Universidad Autónoma Metropolitana
- Instituto Tecnológico de Ciudad Victoria
- Instituto de Biología, UNAM
- Universidad Intercultural del Estado de Guerrero
- Universidad Autónoma Chapingo
- Universidad Autónoma de Nuevo León
- Southmost College de Brownsville, Texas
- Panamerican University de Texas
- Desert Botanical Garden de Tucson, Arizona.